# Orectogyrus posticalis
Orectogyrus posticalis is een keversoort uit de familie van schrijvertjes (Gyrinidae). De wetenschappelijke naam van de soort is voor het eerst geldig gepubliceerd in 1930 door Ochs.